# Ganadería en España

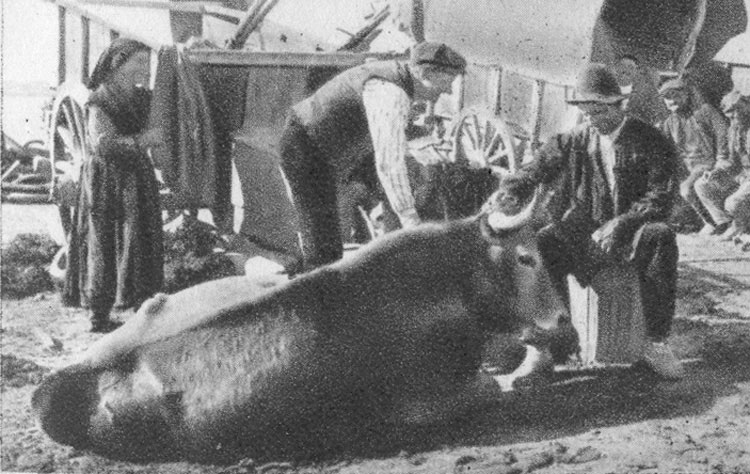
Romería de San Froilán en Castrillo de los Polvazares.

La actividad económica de la ganadería española, que creció significativamente en el decenio de los sesenta, se ha mantenido prácticamente inalterado desde los primeros años setenta en el citado valor.
En el último tercio del siglo XI se ha producido un notable aumento de la densidad pecuaria, ha variado la composición interna de la cabaña e incluso su propia composición, pues ahora está formada por los animales pertenecientes a razas autóctonas, a razas importadas y por animales mestizos resultantes de los denominados cruces industriales
Las nuevas prácticas pecuarias han hecho surgir explotaciones ganaderas cada vez menos dependientes de las condiciones agronómicas del medio, aunque dependientes de la importación de piensos. Esto ha dado lugar a una transformación de los espacios ganaderos que hoy pueden aparecer independizados de su entorno rural y acoger a una ganadería que, en unos casos, merece la consideración de aprovechamiento agrario, y, en otros, de utilidad industrial.

## Ganado vacuno

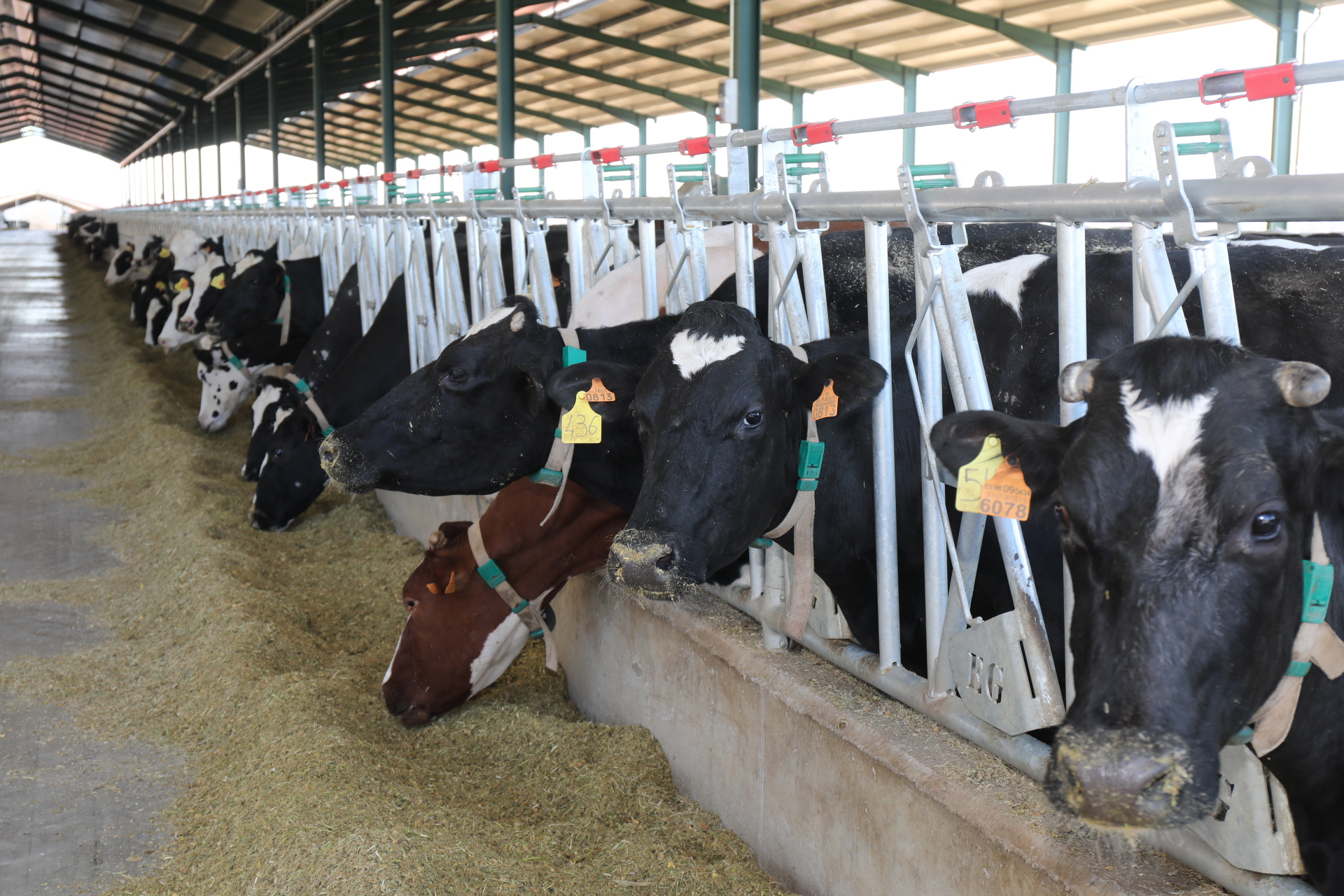
Vacas en una granja de Navalafuente.

El ganado vacuno predomina en las regiones de la España húmeda, por la zona del norte , estas últimas especializadas en recría y cebo.
La capacidad del ganado bovino de aprovechar recursos pastables aportando carne, leche, cuero y trabajo ha sido aprovechada por el ser humano desde los albores de la humanidad. Así todavía en el mundo actual se integran sistemas de producción tradicionales basados en la pesca y en el empleo de razas autóctonas adaptadas al medio con modernas formas de producción intensiva con las más avanzadas tecnologías.
El sector bovino nacional, en su doble aptitud cárnica y lechera, ha constituido históricamente uno de los pilares de la ganadería nacional, estando además íntimamente ligado al tejido social del medio rural. La tendencia registrada refleja en los últimos años una progresiva profesionalización de los ganaderos, aunque en detrimento de su número, y de una constante diferenciación en su orientación productiva.
En las vacadas se reemplazan las razas autóctonas —rubia gallega, morenas del noroeste, asturiana de los valles, tudanca, etc.—, que se explotaban a la vez para trabajo y carne o leche, por extranjeras de única y más selecta aptitud, de manera preferente la frisona para leche y la charolesa para carne; o se cruzan estas con las oriundas para obtener ejemplares que se acomodan mejor a las condiciones naturales del país. En las explotaciones de ganado para ordeño se prefiere el régimen de estabulación. En las destinadas a carne, si son de raza autóctona o mixtas, se prefiere el régimen campero, aunque también completando la alimentación con pienso.
El censo actual[¿cuándo?] de ganado bovino se sitúa en 6 463 547 animales, sobre una cifra aproximada de 1300 millones de reses a nivel mundial. Dicho valor sitúa a España como el tercer país de la UE-25 en número de bovinos. En España la carne y el ganado bovino suponen aproximadamente un 6,2 % de la Producción Final Agraria (PFA), valor al que hay que añadir el de los productos que del bovino se obtienen destacando la leche que constituye un 6,6 % de la P.F.A.
Además, es destacable el hecho de que en España algunas de las carnes producidas a partir del ganado vacuno autóctono cuentan con el certificado de Indicación Geográfica Protegida, como es el caso de la Ternera de Extremadura o la Ternera de los Pirineos Catalanes.
La eliminación en 2015 del sistema de asignación de cuotas lácteas supuso un cambio significativo en el sector desde la perspectiva de las relaciones entre productores e industria. Cuando se asignaban cuotas individuales a los productores, la industria estaba obligada a adquirir leche de los ganaderos que tenían cuotas asignadas. Esto significa que su capacidad para elegir proveedores estaba limitada, ya que solo podían comprar a aquellos con cuotas. Además, las cuotas también restringían la cantidad de leche que cada ganadero podía vender.
Con la eliminación de este sistema de cuotas, la industria láctea obtuvo la capacidad de seleccionar a qué ganaderos le interesa comprar. Como resultado, las explotaciones más pequeñas o aquellas ubicadas en áreas de difícil acceso para la recogida de leche dejan de ser atractivas para la industria. Esto, a su vez, fomentó un aumento en el tamaño promedio de las explotaciones y en la producción por explotación, ya que se optimizan las rutas de recolección para aumentar el volumen de recogida diaria. Actualmente, la industria valora la cantidad de leche recogida por día como una prioridad. Este factor es una razón importante detrás de la tendencia de las últimas décadas: una disminución en el número de ganaderos junto con un aumento en la producción total de leche.
Paralelamente, esta transformación ha conllevado una reorganización del sector. Los ganaderos más pequeños están desapareciendo gradualmente, mientras que otros están ajustando el tamaño de sus explotaciones para que sean más grandes. Sin embargo, esta transformación no implica una reubicación del sector hacia otras áreas geográficas. La actividad ganadera sigue en la misma región a pesar de los cambios en la estructura de la industria láctea. En 2022 la Cornisa Cantábrica concentraba el 77 % del total de ganaderos con entregas declaradas de leche de vacuno en España (Galicia 56 %, Asturias 13 % y Cantabria el 8 %). Castilla y León, con el 7 % del total, era la cuarta comunidad autónoma en reparto de ganaderos con entregas.

## Ganado ovino

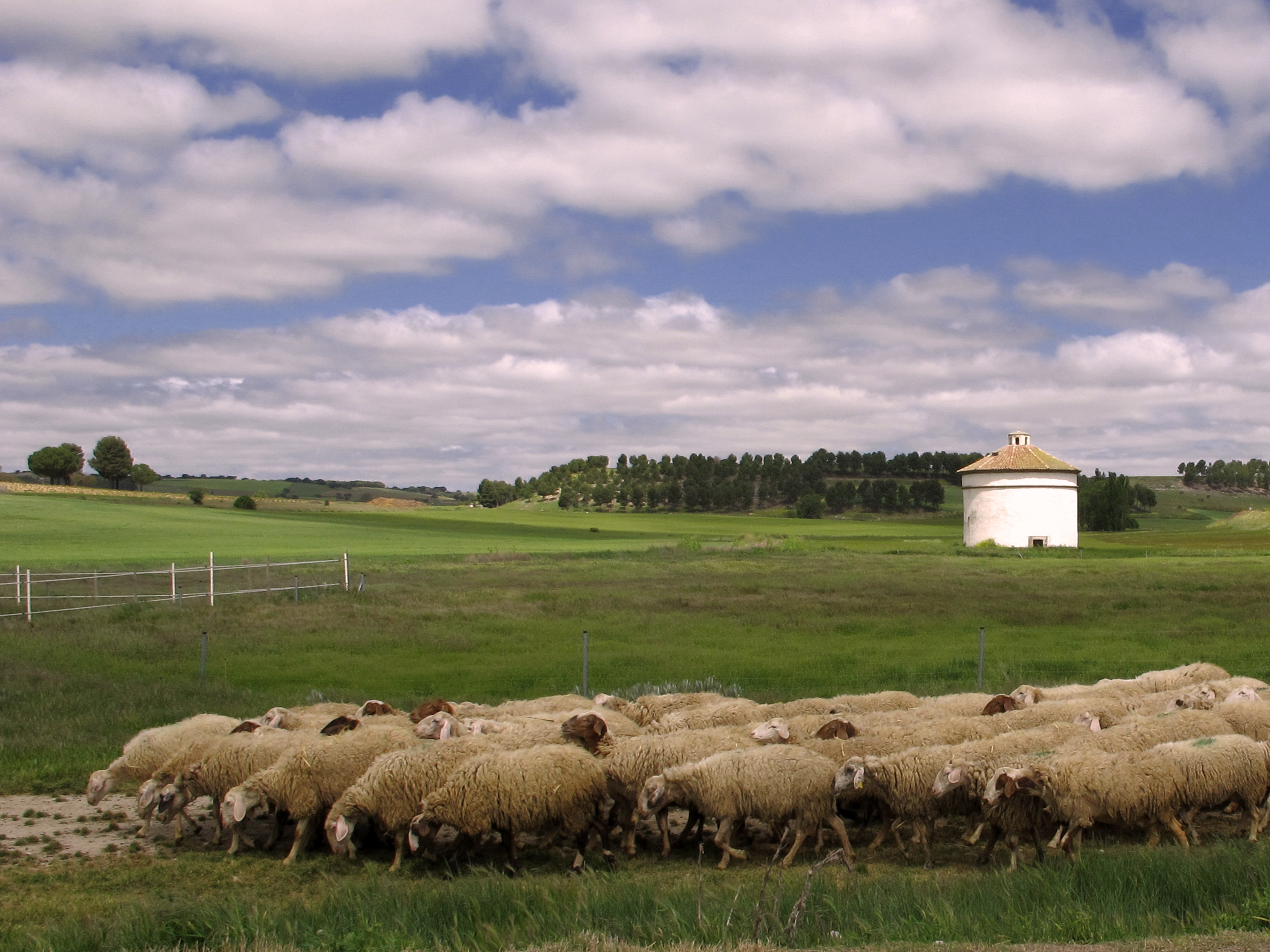
Rebaño de ovejas pastando en Trigueros del Valle.

El ganado ovino presenta un mayor grado de difusión sobre la geografía española. Su área actual coincide con la tradicional. Tanto por densidad como por número de cabezas destacan Extremadura, Aragón, y las provincias de Ciudad Real, Zamora, Sevilla, Navarra, y Salamanca, que concentran casi la mitad de la cabaña.
La relevancia del ganado ovino radica en su triple aptitud productiva (leche, carne y lana), su frugalidad, resistencia y capacidad de adaptación.
Este ganado aún sigue un régimen exclusivamente campero, de aprovechamiento a diente del pastizal. Ya son pocos los ovinos trashumantes: quien no dispone de extensos pastizales propios para ellos prefiere desplazamientos más cortos, desde montañas, penillanuras y riberas a los rastrojos cerealistas de las llanuras.
En los últimos años se ha registrado una progresiva profesionalización del sector, en la que la producción de lana ha quedado relegada a términos residuales y en la que se ha profundizado en la especialización productiva de carne con los corderos y de leche en las zonas donde existe una prestigiosa elaboración quesera.
El ganado ovino español se presenta como uno de los más relevantes dentro de los países comunitarios por su importancia censal.

## Ganado caprino

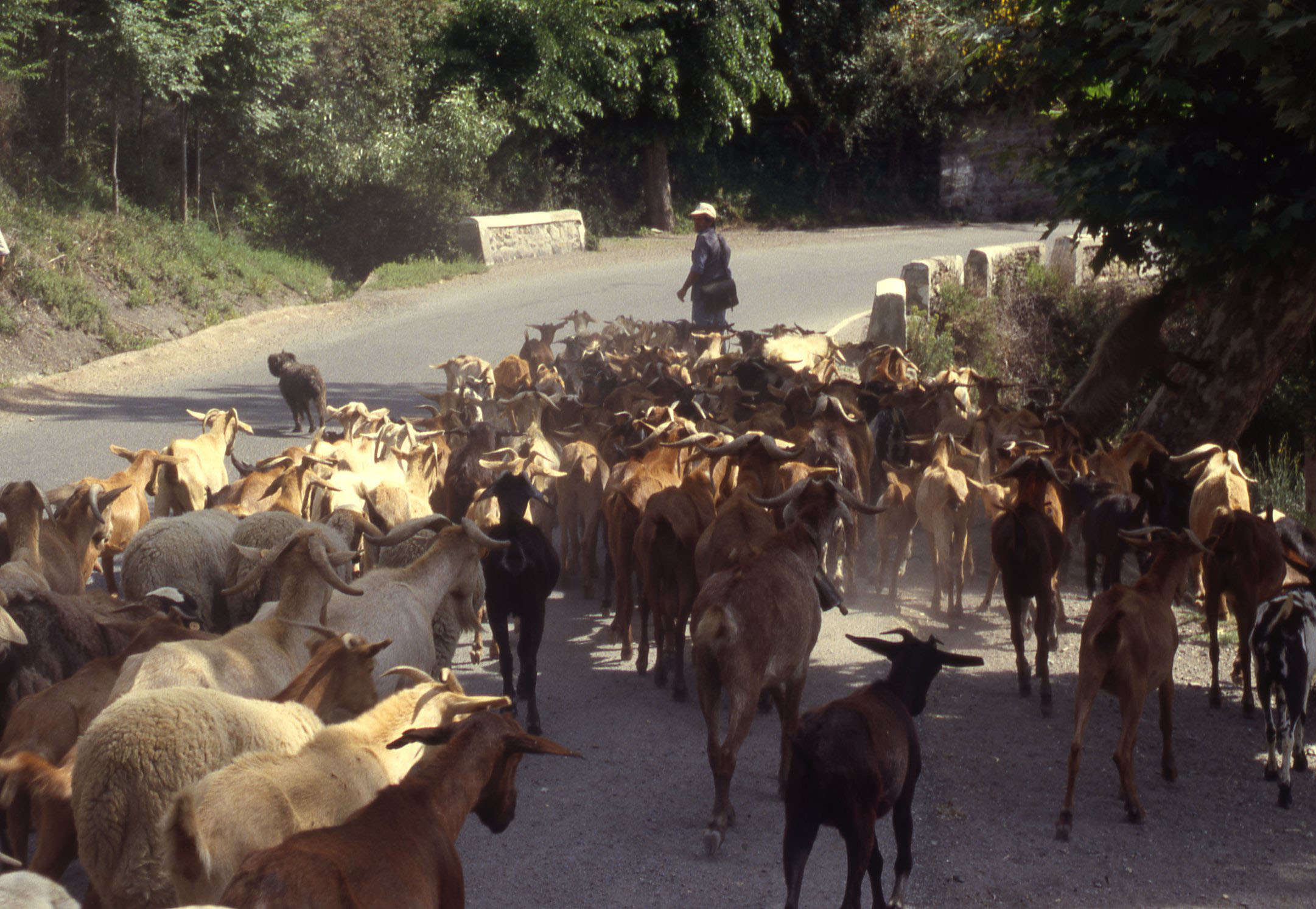
Rebaño de cabras en Sierra Nevada (1999).

El ganado caprino ocupó tradicionalmente las áreas montañosas del sur de España. Hoy día, estos animales han retrocedido, y en su lugar han surgido rebaños, al amparo de las subvenciones comunitarias. Las mayores densidades y efectivos se encuentran en Gran Canaria, Málaga, Sevilla, Cádiz, Almería, Murcia y Granada.
En España, el ganado caprino ha estado siempre íntimamente relacionado con el ovino tanto desde el punto de vista productivo como socioeconómico, lo cual explica el que en múltiples foros sean frecuentemente analizados de manera conjunta. Existen, no obstante, notables diferencias productivas dadas las particularidades fisiológicas de esta especie.
Las cabras han sido tradicionalmente explotadas para la obtención de carne, leche y cuero. Como en el caso del ovino, en los últimos años hemos asistido a una progresiva profesionalización del sector, en la que se ha profundizado en la especialización productiva carne/leche, aprovechándose no obstante igualmente la piel. Las producciones nacionales rondan las 500 000 t de leche empleada principalmente para la elaboración de quesos puros o de mezcla en su mayoría mediante venta a industrias, y alrededor de 15 000 t de carne en 2005, fundamentalmente procedente del sacrificio de cabritos lechales.

## Ganado porcino

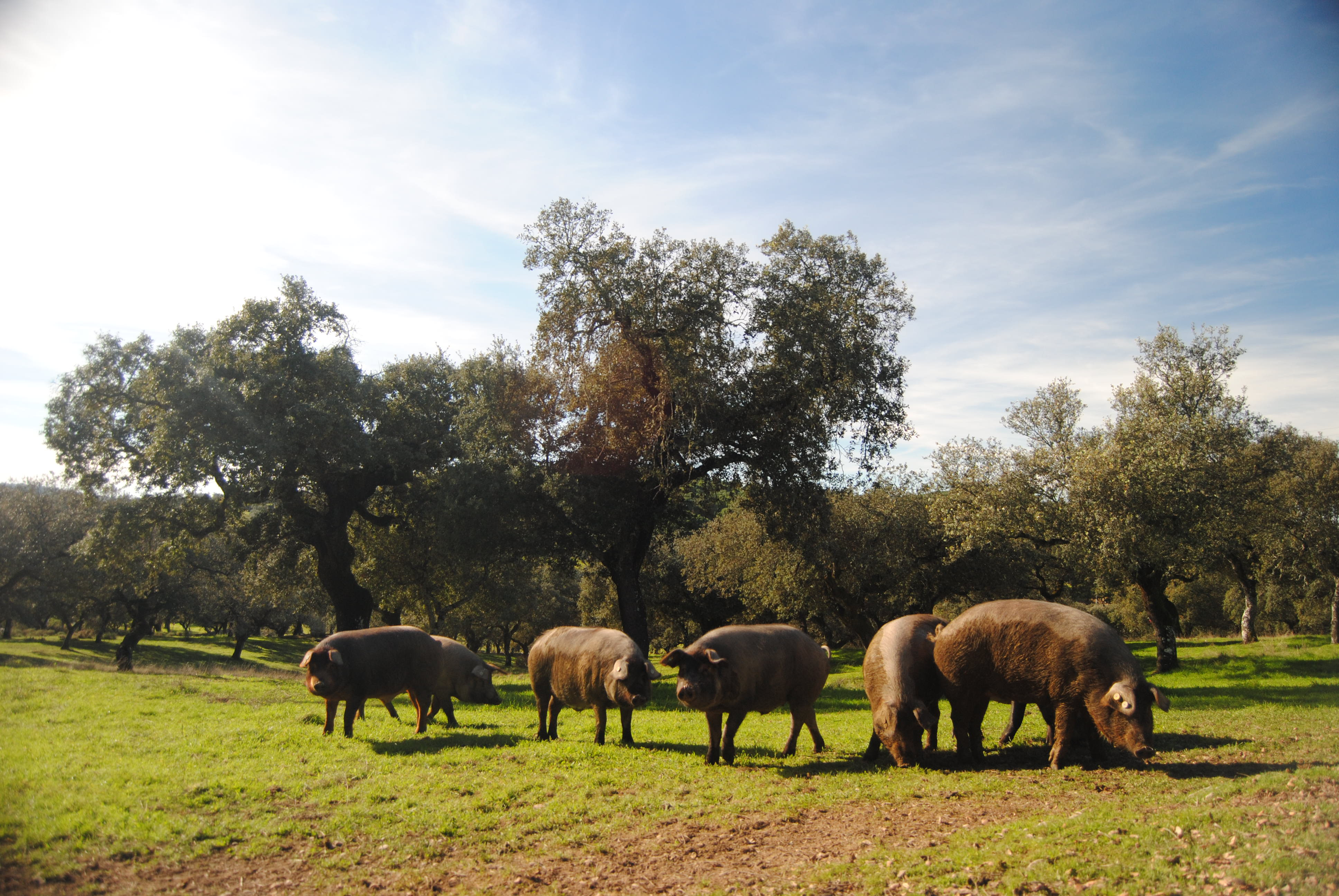
Cerdos ibéricos en Extremadura.

Tradicionalmente, en toda España, el cerdo ha estado íntimamente ligado a la economía familiar del medio rural, constituyendo la cría de un pequeño número de animales una importante actividad complementaria de la misma. Tal relevancia se refleja en la propia gastronomía de todas las regiones del país, donde el consumo de carnes frescas y de múltiples productos cárnicos forma parte del acervo cultural español.
El ganado porcino estuvo unido a las grandes dehesas del occidente y suroeste peninsular, donde se criaba en régimen de montanera. Actualmente están recuperando su importancia pasada y los productos del cerdo ibérico, alimentado en la época de montanera (en invierno) a base de bellotas —mal llamado de pata negra— tienen prestigio y altos precios.
Por otra parte, en las provincias de Barcelona, Lérida, Segovia, Murcia, Gerona, Huesca, Castellón y Toledo se concentra la industria chacinera y reúnen el 50 % de los efectivos porcinos de razas no autóctonas sino extranjeras, de gran producción cárnica; y criados en régimen de estabulación.
Dadas sus características zootécnicas (fisiológicas, patológicas, nutricionales, de manejo, etc.), la porcicultura ha alcanzado, junto con la avicultura, el mayor grado de industrialización y de intensificación productiva de las distintas especies de abasto. Ello ha acarreado la desaparición o casi desaparición de las distintas razas autóctonas pertenecientes al tronco céltico —de capa blanca— y del tronco ibérico —de capa negra—. No obstante, este último tronco racial ha logrado recuperarse hasta alcanzar aproximadamente el 10 % del censo nacional gracias a la elevada calidad de los productos cárnicos derivados y a la superación de antiguas barreras sanitarias que limitaban el acceso a los mercados exteriores. Por el contrario, el tronco céltico ha sido completamente sustituido por híbridos industriales obtenidos a partir de razas blancas de origen europeo.
España era en diciembre de 2011, tras Alemania, el segundo productor comunitario, con una cabaña de 25 635 000 cabezas. Es además un sector fuertemente vertebrado (con un alto grado de integración vertical), industrializado y con un alto grado de asociacionismo, en ocasiones muy ligado a la industria transformadora, y que supone alrededor del 31 % de la Producción Final Ganadera (P.F.G.) y del 10 % de la Producción Final Agraria (P.F.A.), contribuyendo a ambas producciones con unos 4213 millones de euros.

## Censo ganadero
Distribución del censo ganadero según especies por comunidades autónomas (2015, bovino y porcino - 2014 ovino y caprino)
| Comunidad autónoma         | Bovino    | Ovino      | Caprino   | Porcino    |
| Andalucía                  | 552 661   | 2 158 068  | 984 723   | 2 168 779  |
| Aragón                     | 328 586   | 1 807 286  | 61 107    | 6 466 824  |
| Principado de Asturias     | 415 01    | 50 708     | 32 02     | 11 450     |
| Islas Baleares             | 27 585    | 336 413    | 11 037    | 50 382     |
| Canarias                   | 19 766    | 82 746     | 392 740   | 62 855     |
| Cantabria                  | 295 019   | 45 370     | 21 405    | 2 583      |
| Castilla-La Mancha         | 398 574   | 2 298 812  | 427 196   | 1 420 003  |
| Castilla y León            | 1 317 686 | 3 065 190  | 138 668   | 3 687 604  |
| Cataluña                   | 586 590   | 533 595    | 65 857    | 7 340 457  |
| Extremadura                | 827 649   | 3 041 334  | 261 556   | 1 113 045  |
| Galicia                    | 955 212   | 184 845    | 44 713    | 1 090 123  |
| Comunidad de Madrid        | 92 854    | 100 962    | 30 454    | 18 251     |
| Región de Murcia           | 67 642    | 545 478    | 191 585   | 1 829 384  |
| Comunidad Foral de Navarra | 115 419   | 753 609    | 12 708    | 523 932    |
| País Vasco                 | 140 245   | 263 796    | 28 023    | 24 809     |
| La Rioja                   | 40 329    | 117 899    | 11 882    | 92 359     |
| Comunidad Valenciana       | 53 024    | 300 315    | 73 172    | 1 080 365  |
| España                     | 6 233 855 | 15.431.804 | 2 704 229 | 26 983 205 |

Distribución del censo ganadero según especies por provincias (1999)

Ganado bovino.
Ganado ovino.
Ganado caprino.
Ganado porcino.
Ganado equino.
Ganado aviar.
Ganado cunícola.
Ganado apícola.

## Comercio exterior ganadero
La expansión y desarrollo de las exportaciones españolas de productos de origen animal, es relativamente reciente, aunque notable. Las exportaciones tanto al mercado intracomunitario como a países terceros han ido incrementándose de manera constante, y hoy representan una parte muy importante de la producción nacional. En pocos años, los sectores ganaderos han pasado de exportaciones prácticamente esporádicas a una situación en la que el nivel de producción supera con mucho el consumo interno. En consecuencia, hay una fuerte dependencia de las exportaciones para mantener el equilibrio de mercado.
Hay un impacto que esta expansión de las exportaciones de productos de origen animal ha tenido en las políticas de sostenibilidad y bienestar animal en España. El crecimiento de la demanda internacional ha llevado a muchas explotaciones ganaderas a adoptar estándares más estrictos en cuanto a la trazabilidad, el control sanitario y el bienestar de los animales, especialmente para cumplir con las normativas de mercados exigentes como la Unión Europea o países asiáticos. Además, la presión internacional ha impulsado debates sobre el impacto ambiental de la ganadería intensiva, especialmente en términos de emisiones de gases de efecto invernadero y consumo de recursos naturales como el agua.

## La industria española de sanidad y nutrición animal
La industria española de sanidad y nutrición animal experimentó un crecimiento del 4,41 % durante el año 2005, con respecto al ejercicio precedente, lo que supuso un volumen de ventas global de 838,6 millones de euros, de los que 710,57 correspondieron al mercado interior y 128,03 millones a las exportaciones, que ya representan el 15,25 % de las ventas totales, según los datos manejados por la Asociación Empresarial Española de la Industria de la Sanidad y Nutrición Animal (Veterindustria).
En lo que a productos se refiere, durante 2005 los farmacológicos fueron una vez más los que lograron un mayor volumen de ventas, aunque ocuparon la cuarta plaza en lo que se refiere al crecimiento interanual que fue del 1,98 %. El primer puesto en crecimiento se lo llevaron los biológicos, con un 6,72 %; seguido por los aditivos y premezclas medicamentosas, con un 5,33 %; nutricionales, con el 3,70 %, y por último, higiene pecuaria, con el 1,19 %.
Ventas de la industria de sanidad y nutrición animal en España (año 2005)
| Producto            | Mill. de € | Porcentaje | Variación 04/05 |
| Farmacológicos      | 312,08     | 43,92      | 1,98 %          |
| Nutricionales       | 137,91     | 19,41      | 3,70 %          |
| Aditivos/Premezclas | 126,74     | 17,84      | 5,33 %          |
| Biológicos          | 106,6      | 15,00      | 6,72 %          |
| Higiene pecuaria    | 27,22      | 3,83       | 1,19 %          |

En lo que al mercado español se refiere, la Comunidad de Cataluña continuó un año más ejerciendo de líder, seguida a distancia por Castilla y León y Andalucía, mientras que Baleares y La Rioja, ambas muy cerca una de otra, fueron las regiones con menos participación en el mercado nacional de productos de farmacia veterinaria. Por especies ganaderas hay que significar que, en el año 2005, los sectores de porcino y vacuno repitieron los primeros puestos.
Estas cifras consolidan al sector español de sanidad y nutrición animal en el cuarto lugar europeo y en el séptimo del mundo. Entre los medios de producción que se emplean en la ganadería española, la alimentación animal supone el principal desembolso para las explotaciones pecuarias del país. Además, la modernización del subsector de piensos, junto al desarrollo de la zootecnia, explican el auge que ha experimentado dicha actividad empresarial dentro de la actividad industrial del sector primario.
Los datos estimados de producción de piensos compuestos para ganado, en España, en el año 2005, suman cerca de 20 millones de toneladas, con una distribución por especies del 41 % en porcino, 36 % en rumiantes, 22 % en avicultura y 1 % en otras especies.